# NGC 7143
NGC 7143 је двојна звезда у сазвежђу Лабуд која се налази на NGC листи објеката дубоког неба.
Деклинација објекта је + 29° 57' 26" а ректасцензија 21h 48m 53,9s. Привидна величина (магнитуда) објекта NGC 7143 износи 9,3.